# Hase (flod)
52°41′44″N 7°17′28″Ø / 52.69556°N 7.29111°Ø
 For alternative betydninger, se Hase. (Se også artikler, som begynder med Hase)
Hase er en flod i den tyske delstat Niedersachsen og en biflod til Ems fra højre med en længde på 193 kilometer. Dele af floden løber til Else, som hører til Wesers flodsystem. Den har sit udspring i Teutoburger Wald sydøst for Osnabrück på nordsiden af den 307 meter høje ås Hankenüll.

## Vandskellet Weser-Ems
Efter omkring 15 kilometer nær Gesmold (omkring 6 kilometer vest for Melle) deler Hase sig i to grene, som havner på hver sin side af vandskellet mellem Ems og Weser:
- En tredjedel af vandet løber på sydsiden af Wiehengebirge øst for Gesmold og ind i Else, som har sit udspring her. Den løber ud i Werre ved Kirchlengem (nord for Herford). Werre er for øvrigt en biflod til Weser.
- To tredjedele af vandet løber nordvestover fra Gesmold mod Osnabrück, forbi byerne nævnt i afsnittet nedenfor, mod Meppen, hvor den munder ud i Ems.

## Byer langs Hase
- Melle
- Osnabrück
- Bramsche – syd for byen krydser Hase Mittellandkanal
- Neuenkirchen-Vörden
- Bersenbrück
- Quakenbrück – sydøst for byen deler Hase sig i de to grene Store Hase og Lille Hase.
- Menslage – her er Hase kanaliseret til Lille Hase
- Löningen
- Herzlake – de to grene mødes igen her
- Haselünne
- Meppen

## Bifloder
Hase får vand fra bifloderne
- Düte
- Südradde
- Mittelradde
- Nette
- Wierau
- Belmer Bach
- Nonnenbach

## Literatur
- Heinrich Böning: Entlang der Hase. Von Osnabrück über Quakenbrück nach Meppen. Sutton 2004. ISBN 3-89702-750-X.